# Kraken Mare

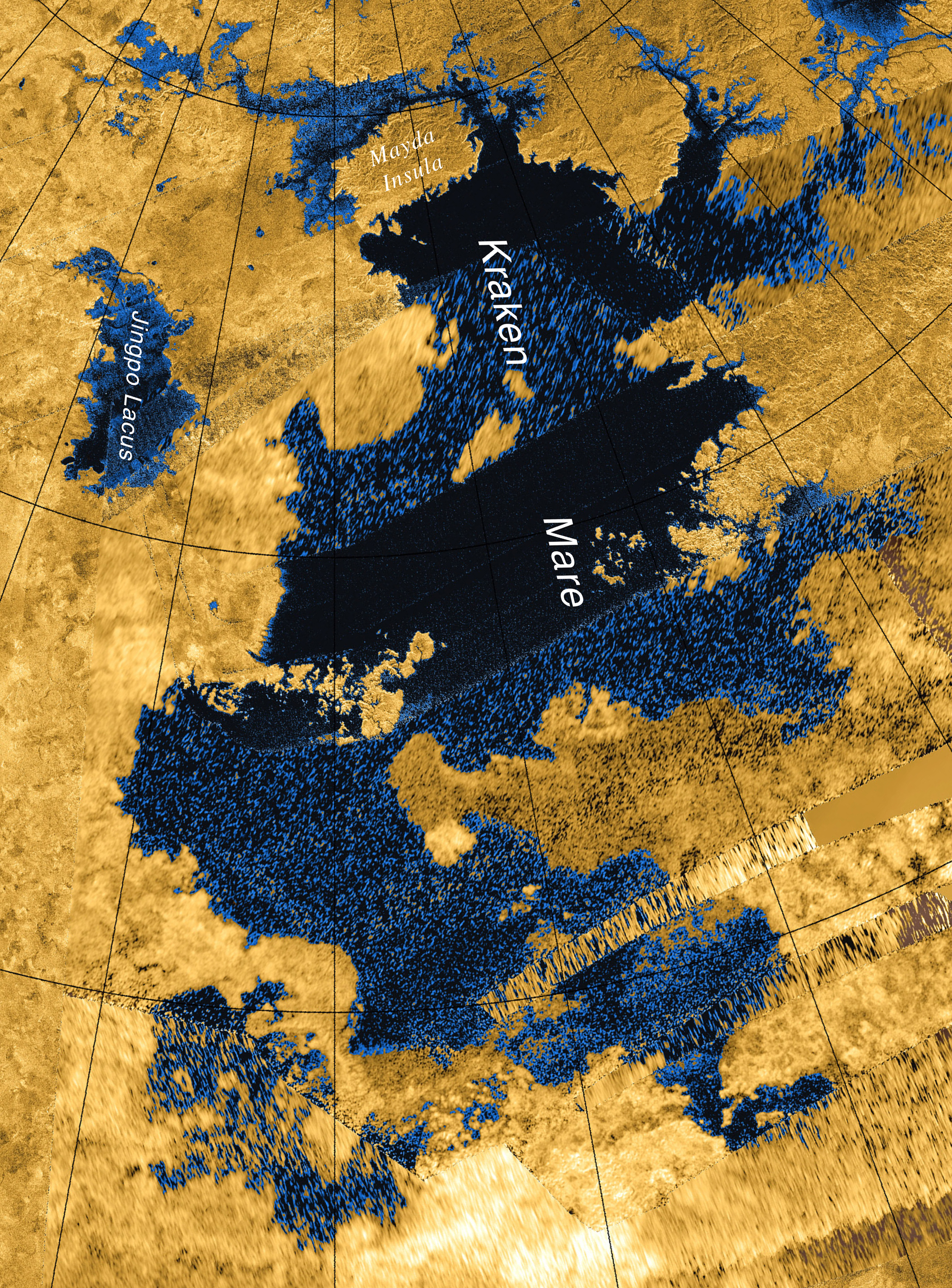
Nachkolorierte und aus mehreren Radarbildern zusammengesetzte Aufnahme von Kraken Mare

Das Kraken Mare ist ein Methansee auf dem Saturntrabanten Titan.

## Größe und Lage
Er dürfte mit einer Fläche von rund 400.000 Quadratkilometern größer als das Kaspische Meer sein. Er ist der größte bekannte See dieses Mondes und befindet sich bei 68° N / 310° W westlich des Ligeia Mare in der Nordpolregion. Neuere Messungen bestätigen die Seenatur durch Messung der Reflexion der Oberfläche. Neuere Radarmessungen ergaben, dass der See möglicherweise eine Tiefe von bis zu 100 Metern hat. Der See soll aus ca. 70 % flüssigem Methan, 16 % Stickstoff und 14 % Ethan bestehen.

## Entdeckung
Er wurde 2007 durch die Cassini-Raumsonde entdeckt und 2008 nach dem Kraken, einem in Norwegen legendären Seemonster, benannt.

## Inseln
Eine Insel im See erhielt den Namen Mayda Insula, benannt nach der irdischen Phantominsel Mayda.

## Geplante Erforschung
Als Teil der geplanten TandEM (Titan and Enceladus Mission) der ESA und NASA ist ein Lander vorgesehen, welcher auf dem Kraken Mare landen soll, um u. a. seine Zusammensetzung und Tiefe genau zu bestimmen.

## Bildergalerie

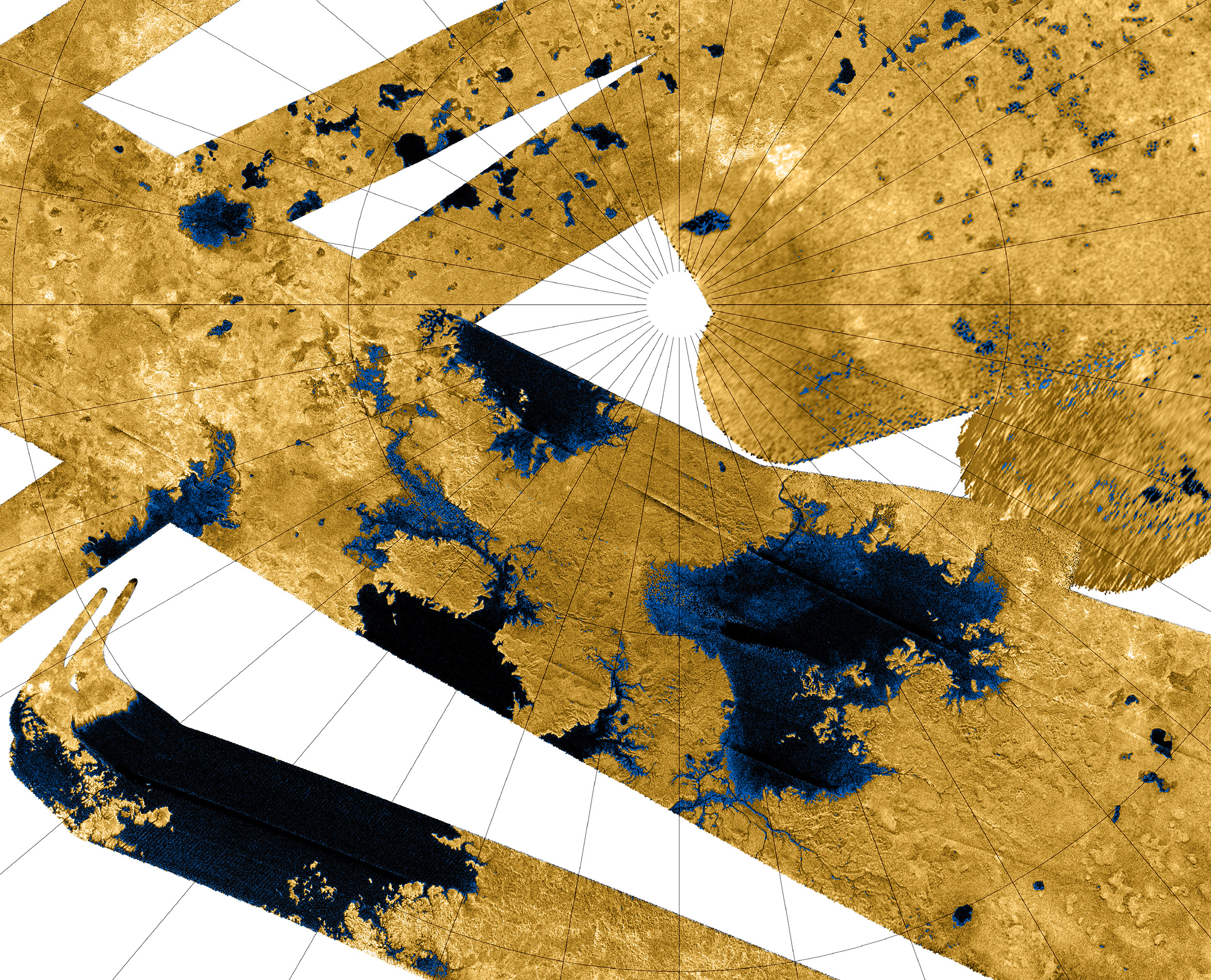
Auf dieser nachkolorierten Radarabtastung ist das Kraken Mare im linken, unteren Quadranten zu sehen.
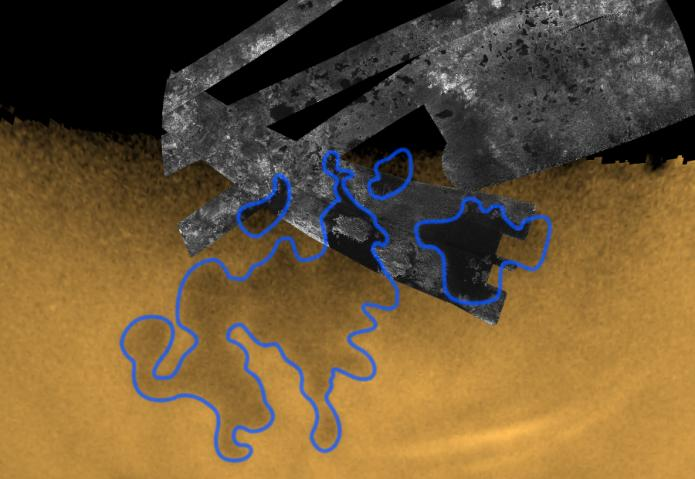
Das Kraken Mare auf einem Mosaik von Radaraufnahmen der Cassini-Sonde
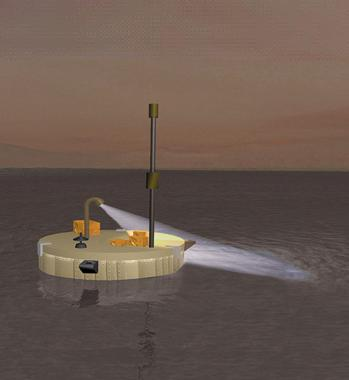
Eine Landesonde, welche Teil der vorgeschlagenen TandEM/TSSM-Studie ist, soll im Jahre 2030 im Kraken Mare landen.